# Jaime Arrascaita
Jaime Darío Arrascaita Iriondo (La Paz, 2 settembre 1993) è un calciatore boliviano, centrocampista del Club Bolívar.

## Carriera

### Nazionale
Ha esordito in Nazionale nel 2013.